# Online Public Access Catalog
OPAC (ang. Online Public Access Catalog) – publicznie dostępny przez Internet katalog zbiorów biblioteki lub grupy bibliotek (zobacz katalog rozproszony). Nazwa OPAC używana jest w terminologii bibliotekarskiej, wśród użytkowników przyjęły się określenia: katalog komputerowy, katalog online, katalog elektroniczny.

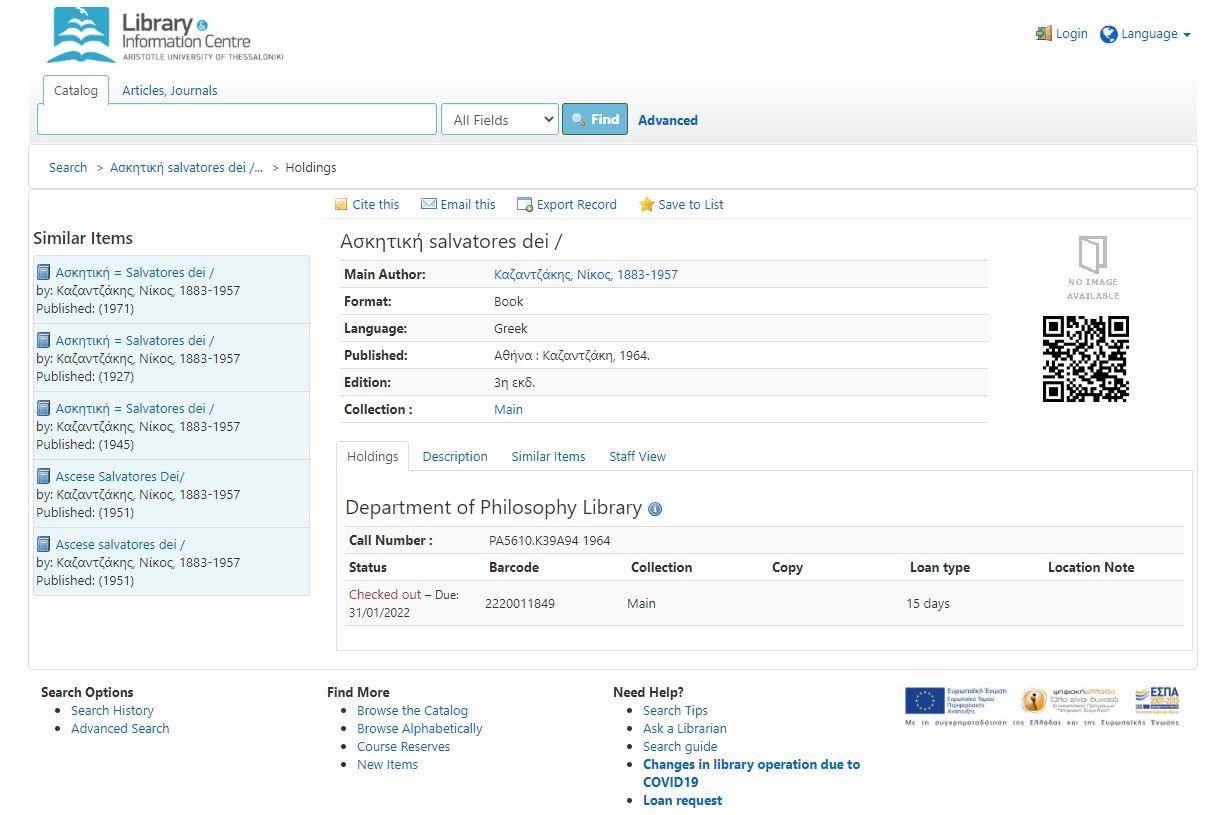
Zrzut ekranu OPAC-u biblioteki w Tesalonikach

Dzięki otwartemu dostępowi umożliwia odnalezienie i sprawdzenie dostępności różnych materiałów bibliotecznych (książek, czasopism, dokumentów specjalnych np.: nagrań dźwiękowych i audiowizualnych) znajdujących się w bibliotece. Pierwsze eksperymentalne OPAC pojawiły się w latach 60. XX w., a na szerszą skalę zaczęły powstawać w II połowie lat 70. i w latach 80. Współczesne systemy OPAC mają charakter bardziej przekrojowy, umożliwiając zalogowanym użytkownikom np. zamawianie książek, tworzenie zestawień bibliograficznych, dodawanie tagów, recenzji, komentarzy, itp.